# Wilmington (Ohio)
Wilmington – miasto w Stanach Zjednoczonych, w zachodniej części stanu Ohio.
Liczba mieszkańców w 2000 roku wynosiła 11 961.

## Klimat
Miasto leży w strefie klimatu subtropikanego, umiarkowanego, łagodnego bez pory suchej i z gorącym latem, należącego według klasyfikacji Köppena do strefy Cfa. Średnia temperatura roczna wynosi 11,3°C, a opady 1038,9 mm (w tym do 80,3 cm opadów śniegu). Średnia temperatura najcieplejszego miesiąca - lipca wynosi 22,9°C, natomiast najzimniejszego -1,8°C. Najniższa zanotowana temperatura wyniosła -22,8°C a najwyższa 38,3°C.